# Ganoderma lucidum
Ganoderma lucidum (em chinês Língzhī, em japonês reishi; em coreano: yeongji) é uma espécie de cogumelo muito apreciado na Ásia, onde é utilizado como cogumelo medicinal na medicina tradicional chinesa há mais de 4 000 anos, tornando-o um dos cogumelos há mais tempo utilizados com fins medicinais.
A palavra lingzhi, em chinês, significa "erva de potência espiritual", tendo sido também descrito como o "cogumelo da imortalidade". Devido aos seus presumíveis benefícios para a saúde e aparente ausência de efeitos colaterais, obteve uma grande reputação no Oriente.

## Taxonomia e nomenclatura
O nome Ganoderma deriva do grego ganos/γανος "brilho", donde "brilhante" e derma/δερμα "pele", enquanto o epíteto específico do latim lucidum, "brilhante". Uma outra designação japonesa é mannentake (万年茸), que significa "cogumelo dos 10 000 anos".
Existem múltiplas espécies de lingzhi, cientificamente conhecidas como fazendo parte do complexo de espécies Ganoderma lucidum e os micologistas investigam ainda as diferenças entre as espécies deste complexo de espécies.

## Descrição
Trata-se de um cogumelo tenro (quando fresco), suberoso e achatado, com chapéu conspícuo de cor avermelhada e em forma de rim e, dependendo da idade do espécime, com poros brancos a acastanhados na sua parte inferior. Carece de lamelas na face inferior e liberta os seus esporos através de finos poros, sendo classificado como um poliporo.

### Variedades
Ganoderma lucidum ocorre geralmente em duas formas de desenvolvimento. Uma, encontrada na América do Norte, é séssil, relativamente grande com pé pequeno ou inexistente, enquanto uma outra é menor e com pé longo e delgado, sendo encontrada sobretudo nos trópicos. Contudo, muitas formas de crescimento são intermédias entre os dois tipos, ou exibem mesmo morfologias muito pouco usuais, levantando a possibilidade de que se trate de espécies distintas. As condições ambientais têm também um papel substancial nas diferentes características morfológicas que este fungo pode exibir. Por exemplo, concentrações elevadas de dióxido de carbono resultam na elongação do pé. Outras formas apresentam "antenas", sem chapéu e estas podem ser igualmente afectadas pelas concentrações de dióxido de carbono.
Segundo o Bencao Gangmu, estes fungos podem ser classificados em seis categorias segundo as suas formas e cores, crendo-se que cada uma delas pode cuidar de uma parte diferente do corpo.

## Bioquímica

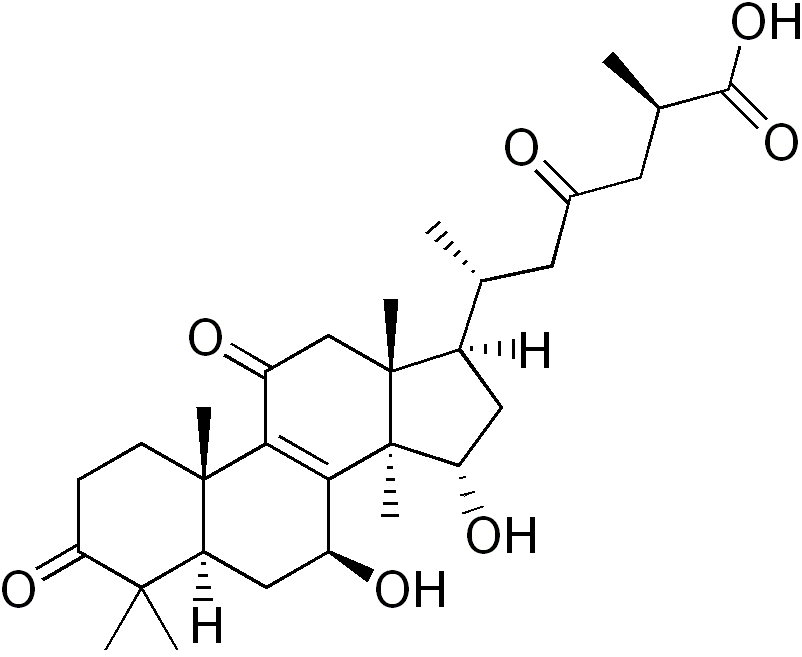
Ácido ganodérico A, um composto isolado do lingzhi.

Ganoderma lucidum produz um grupo de triterpenos, chamados ácidos ganodéricos, os quais têm uma estrutura molecular semelhante à das hormonas esteróides. Contém também outros compostos, muitos dos quais são tipicamente encontrados em materiais fúngicos, incluindo polissacarídeos como betaglucano, cumarina, manitol e alcaloides.

## Habitat
Ganoderma lucidum, e o seu parente próximo Ganoderma tsugae, crescem nas florestas setentrionais de Tsuga canadensis. Estas duas espécies de fungos prateleira têm uma distribuição global quer em regiões tropicais quer temperadas, incluindo América do Norte e Sul, África, Europa e Ásia, crescendo como parasitas ou saprótrofos numa grande variedade de árvores. Espécies similares de Ganoderma foram encontradas crescendo na Amazónia. Na natureza, estes fungos crescem na base e nos tocos de árvores decíduas, sobretudo bordo. Apenas duas ou três dentre cada tais 10 000 árvores idosas apresentam lingzhi, pelo que a sua forma silvestre é geralmente rara. Actualmente, o lingzhi é cultivado em condições estéreis e ao ar livre quer em troncos quer em leitos de lascas de madeira.

## História
Shen Nong no seu Pen Ts’ao Jing, um antigo texto medicinal chinês com 2000 anos diz que "o sabor é amargo, a sua energia neutra, não tem toxicidade. Cura a acumulação de factores patogénicos no peito. É bom para o qi da cabeça, incluindo actividades mentais... O consumo a longo prazo deixa o corpo mais leve; nunca envelhecerás. Prolonga os anos."
O Bencao Gangmu, um livro médico chinês publicado no século XVI, mostra também uma possível ligação entre a pesquisa moderna e o conhecimento popular ao descrever este cogumelo: "Afecta positivamente o Qi do coração, reparando a zona peitoral e beneficiando aqueles que têm um peito congestionado. Tomado ao longo de um grande período de tempo mantém a agilidade do corpo, e os anos são prolongados..."
As descrições deste cogumelo como símbolo de saúde estão presentes em muitos locais das residências imperiais da Cidade Proibida bem como no Palácio de Verão. A deusa chinesa da cura Guan Yin é por vezes representada segurando um cogumelo lingzhi.[carece de fontes?]

## Pesquisa sobre o lingzhi e usos terapêuticos
O lingzhi pode possuir actividades antitumorais, imunomoduladoras e imunoterapêuticas, tendo em conta estudos sobre polissacarídeos, terpenos e outros compostos bioactivos isolados dos corpos frutíferos e micélios deste fungo (revisto por R. R. Paterson e Lindequist et al.). DEscobriu-se também que inibe a agregação de plaquetas, e baixa a pressão arterial (por inibição da enzima conversora da angiotensina,), colesterol, e glicemia.
Estudos laboratoriais demonstraram efeitos antineoplásicos de extractos ou compostos isolados de fungos contra alguns tipos de cancro. Num modelo animal, relatou-se que Ganoderma preveniu a formação de metástases, com potência comparável à do lentinano dos cogumelos shiitake.
Os mecanismos pelos quais o G. lucidum pode afectar o cancro são desconhecidos e podem afectar diferentes estádios de desenvolvimento do cancro: inibição da angiogénese (formação de novos vasos sanguíneos induzida pelo tumor com o objectivo de fornecer este com nutrientes) mediada por citocinas, citotoxicidade, inibindo a migração de células cancerosas e metástases, e induzindo e aumentando a apoptose de células tumorais. Seja como for, estão já a ser usados fármacos comerciais com extractos de G. lucidum tal como MC-S para a supressão da proliferação e migração de células cancerosas.
Estudos adicionais indicam que o ácido ganodérico pode ajudar a fortalecer o fígado contra danos provocados por vírus e outros agentes tóxicos em ratos, sugerindo um benefício potencial deste composto na prevenção doenças do fígado em humanos, e esterois obtidos de Ganoderma inibem a actividade da lanosterol 14α-demetilase na biossíntese do colesterol.  Compostos de Ganoderma inibem a actividade da 5-alfa redutase na biossíntese de di-hidrotestosterona.
Além dos efeitos na fisiologia dos mamíferos, foram também reportadas actividades antibacteriana e antiviral de Ganoderma.  Os vírus directamente atingidos são: HSV-1, HSV-2, influenzavirus, estomatite vesicular.  Outros micro-organismos sensíveis a Ganoderma': Aspergillus niger, Bacillus cereus, Candida albicans, e Escherichia coli.